# Cartago (stad)
Cartago is een stad in Costa Rica die werd gesticht in 1563 door de Spanjaard Juan Vázquez de Coronado. Het oorspronkelijke dorp lag tussen de rivieren Coris en Purires, enkele kilometers ten zuidwesten van de huidige stad, tegenwoordig in de deelgemeenten (distrito) Oriental en Occidental met in totaal 22.700 inwoners. 

## Koloniale periode
Deze locatie was echter een zeer slechte keuze, gezien het feit dat de nederzetting zo vaak getroffen werd door overstromingen dat het bekend was als "Slijkstad". In 1572 werd dan ook besloten de bevolking over te brengen naar het huidige San José.
Ongeveer twee jaar later werd de bevolking weer verplaatst naar de huidige stad Cartago, die de hoofdstad van de Spaanse provincie Costa Rica bleef gedurende de hele koloniale periode.

## Onafhankelijkheid
In 1823, twee jaar na de onafhankelijkheid van Spanje, werd de regering overgeplaatst naar San José, op dat moment werd Cartago provinciehoofdstad van Cartago, een provincie van de nieuwe republiek.

## Kathedraal van Cartago
De kathedraal van Cartago is een van de weinige mooie historische gebouwen die Costa Rica rijk is. Het is een bedevaartsoord waar mensen naartoe komen om te bidden voor genezing van zichzelf of familieleden. Op 2 augustus 1635 is hier immers de zwarte maagd aan het volk verschenen en ieder jaar op deze dag is er een geweldig drukke bedevaart, waarbij het de gewoonte is de 22 kilometer tussen San José en de vroegere hoofdstad te voet te overbruggen. Het laatste stuk, vanaf de ingang van de kathedraal tot aan het altaar, wordt dan op de knieën en biddend afgelegd.
Onder de kathedraal bevindt zich een ruimte waar de wanden bedekt zijn met duizenden kleine zilveren afbeeldingen van genezen lichaamsdelen.

## Geboren
- Kevin Rivera (1998), wielrenner

## Bekende inwoners
- Virginia Pérez-Ratton (1950-2010), kunstenaar en curator